# Limobius borealis
Limobius borealis är en skalbaggsart som först beskrevs av Gustaf von Paykull 1792.  Limobius borealis ingår i släktet Limobius, och familjen vivlar. Arten är reproducerande i Sverige.

## Bildgalleri

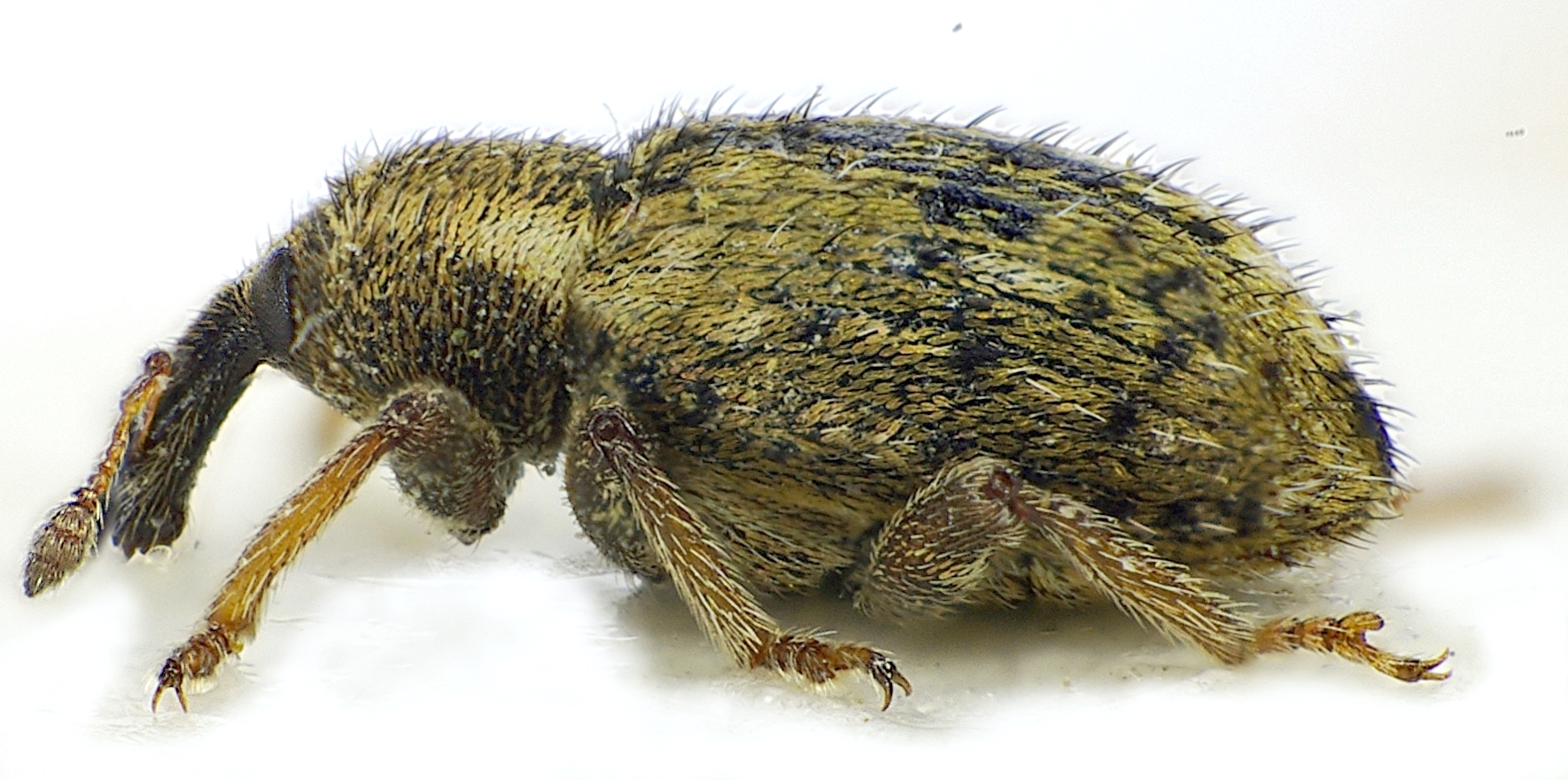
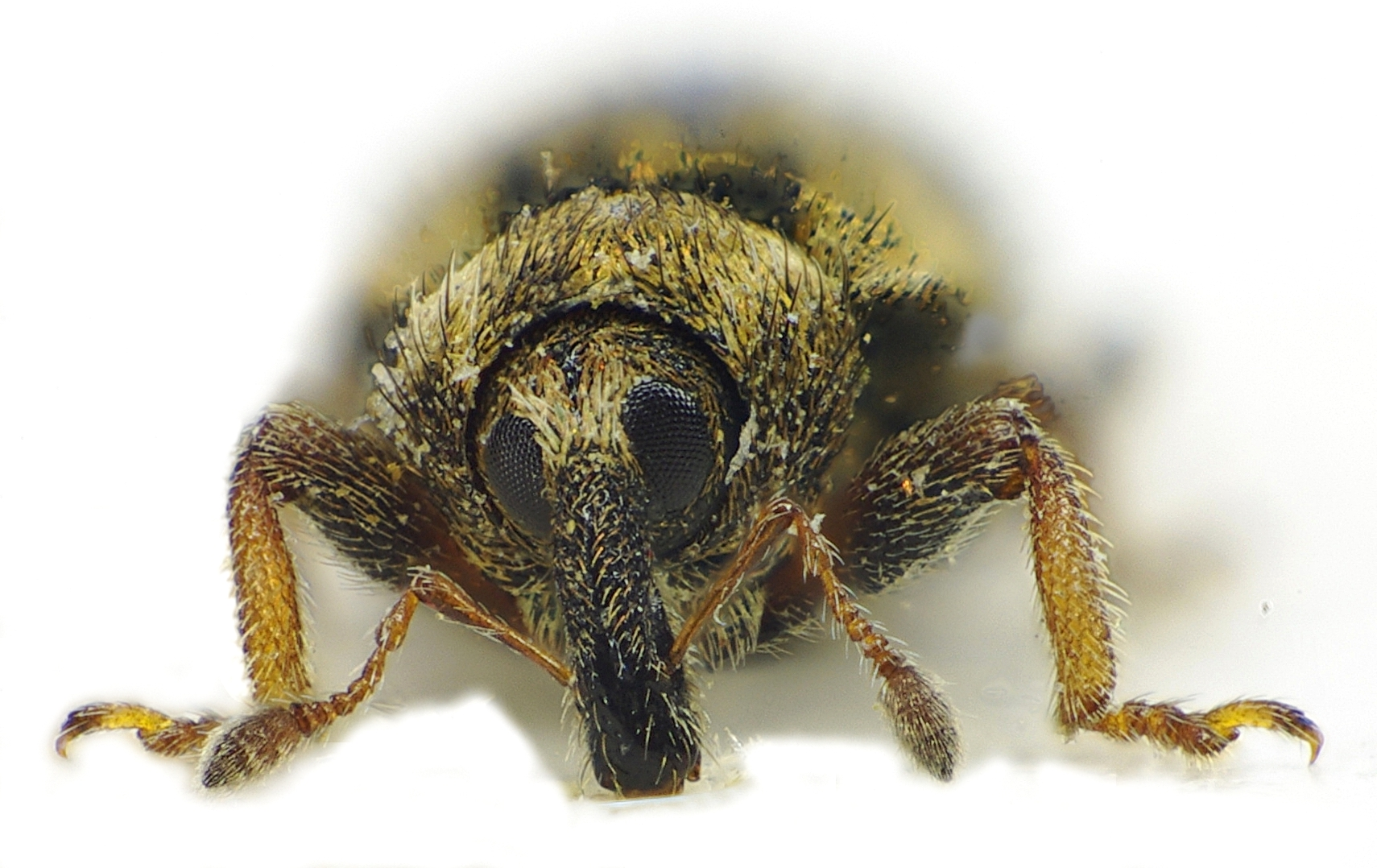
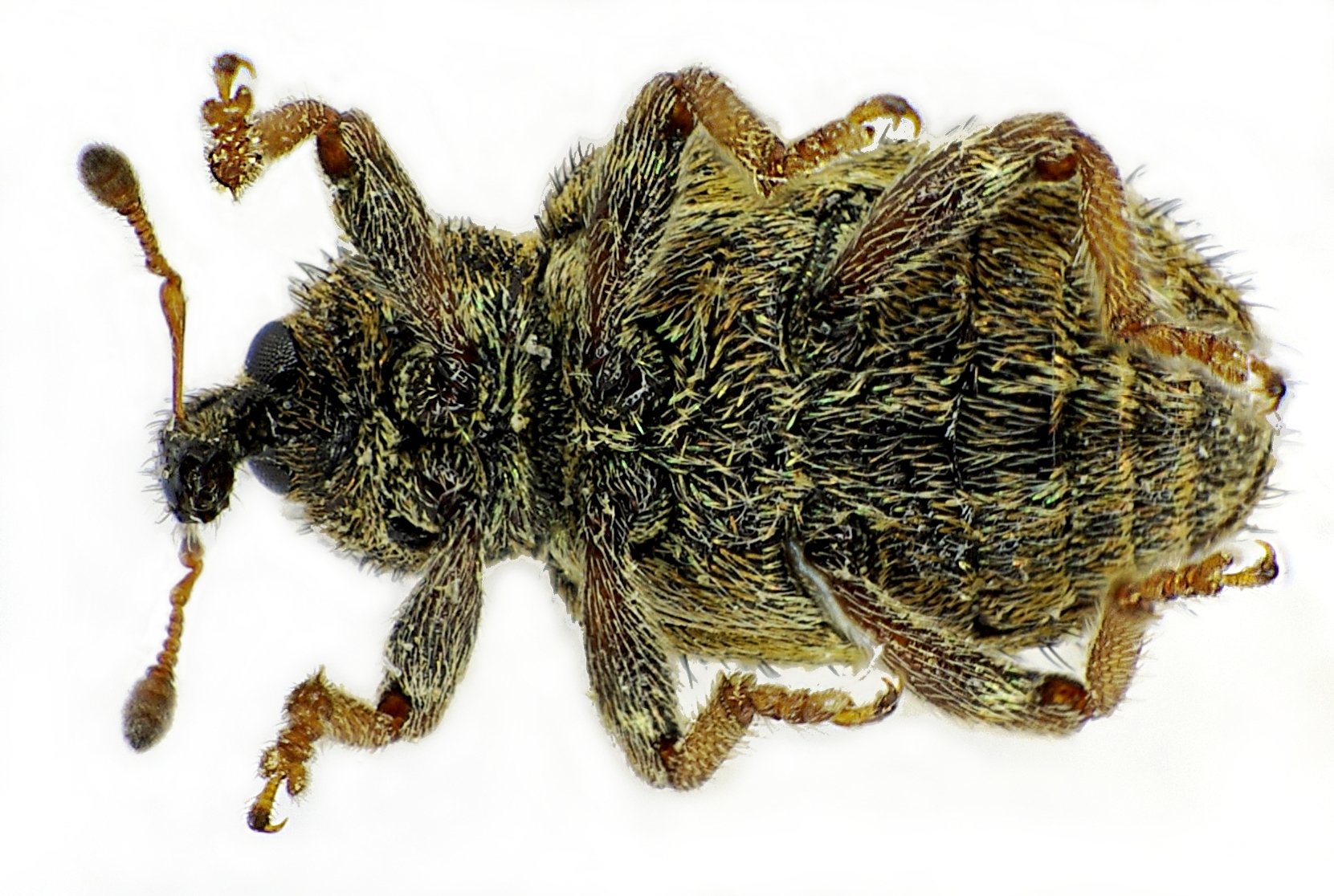
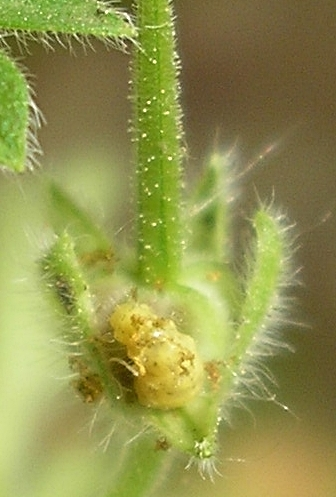
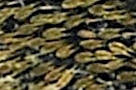
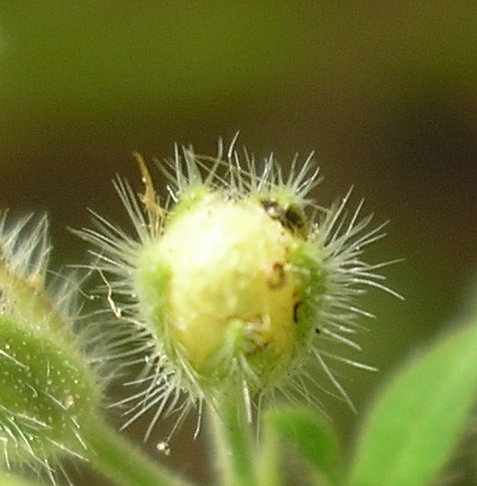